# Time to Be King
Time To Be King è il quarto album in studio della band Masterplan.
L'album presenta un suono più crudo e meno complesso rispetto ai precedenti lavori del quintetto,ma resta inconfondibile la matrice di potenza progressive e lo stampo metal melodico che hanno caratterizzato la band sin dall'esordio.
Questo lavoro segna inoltre il ritorno dell'acclamato vocalist Jørn Lande nella formazione, dalla quale si era allontanato nel 2006 per “divergenze musicali”, che si ritaglia qui uno spazio compositivo maggiore, scrivendo tutti i testi e contribuendo alla stesura di alcuni brani. Anche Axel Mackenrott è stato più coinvolto rispetto al passato, e il risultato si può notare in brani come Blue Europa e la title track Time To Be King.

## Tracce
1. Fiddle Of Time – 4:22
2. Blow Your Winds – 3:19
3. Far From The End Of The World – 3:34
4. Time To Be King – 4:44
5. Lonely Winds Of War – 4:35
6. The Dark Road – 6:22
7. The Sun Is In Your Hands – 4:27
8. The Black One – 4:14
9. Blue Europa – 5:09
10. Under The Moon – 4:16

### Bonus track
1. Kisses From You – 2:50
2. Never Walk Alone – 4:38

## Formazione
- Jørn Lande - voce
- Roland Grapow - chitarra
- Jan S. Eckert - basso
- Mike Terrana - batteria
- Axel Mackenrott - tastiere